# Olyra humilis
Olyra humilis är en gräsart som beskrevs av Christian Gottfried Daniel Nees von Esenbeck. Olyra humilis ingår i släktet Olyra och familjen gräs. Inga underarter finns listade i Catalogue of Life.